# Hermann Wilhelm (Heimatforscher)

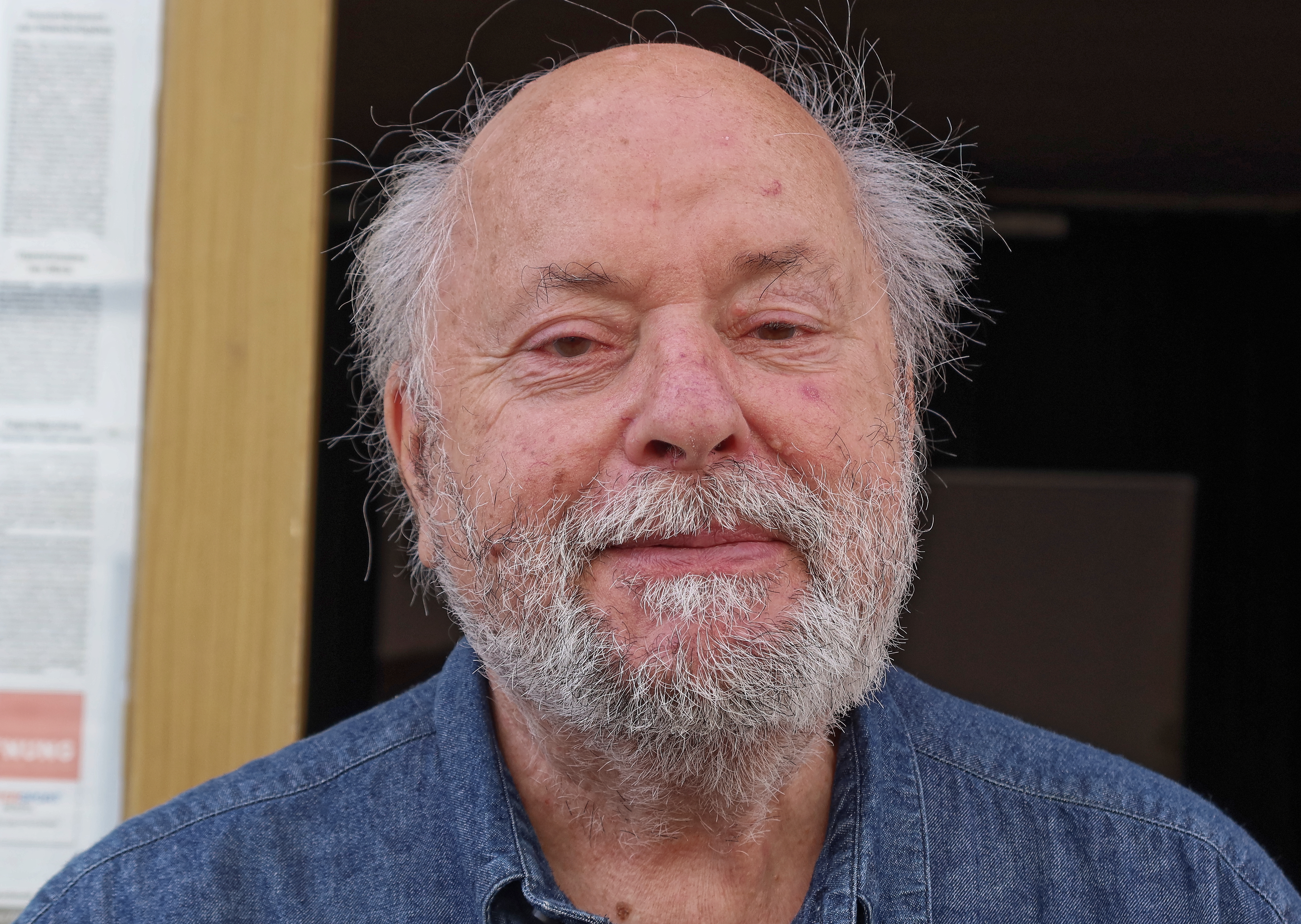
Hermann Wilhelm 2021

Hermann Wilhelm (* 11. Januar 1949 in München) ist ein deutscher Kurator, Heimatforscher, Sachbuchautor und Maler. Er ist Gründer und Leiter des Haidhausen-Museums.

## Leben
Wilhelm ist im Münchner Stadtteil Haidhausen geboren und wohnt noch heute dort; aufgewachsen ist er am Haidhauser Max-Weber-Platz. Ab 1971 studierte er an der Akademie der Bildenden Künste München bei Karl Fred Dahmen und zusätzlich Philosophie an der Ludwig-Maximilians-Universität München. 
Haidhausen ist Wilhelm in besonderer Weise verbunden; er hat sich intensiv mit der Geschichte des Stadtteils beschäftigt und gilt als herausragender Experte auf dem Gebiet. 1977 gründete er das Haidhausen-Museum, das er bis heute leitet. Er hat mehrere Bücher über das Viertel veröffentlicht und weitere zur Münchner Geschichte. Hermann Wilhelm ist als Vertreter der SPD Mitglied des Bezirksausschusses Au-Haidhausen; von 1992 bis 1997 war er Vorsitzender des Gremiums.
Bilder und Objekte Hermann Wilhelms sind immer wieder in Ausstellungen zu sehen.